# Marquesado de Legarda
El marquesado de Legarda es un título nobiliario español creado por el rey Felipe IV el 30 de noviembre de 1664 en favor de Antonio Hurtado de Salcedo y Mendoza, señor de Salcedo, La Jara y Mendoza, de la villa de Legarda y de la casa de Urrutia. Fue secretario del rey Felipe IV y caballero de la Orden de Calatrava.

## Marqueses de Legarda
|                        | Titular                                             | Periodo                |
| Creación por Felipe IV | Creación por Felipe IV                              | Creación por Felipe IV |
| ---------------------- | --------------------------------------------------- | ---------------------- |
| I                      | Antonio Hurtado de Salcedo y Mendoza                | 1664-1680              |
| II                     | Bernarda Hurtado de Salcedo y Coterillo             | 1680-1689              |
| III                    | Juan José Peralta y Hurtado de Salcedo              | 1689-1754              |
| IV                     | Antonia Javiera de Peralta Cárdenas y Vivanco       | 1754-1803              |
| V                      | Ignacio de Esquivel y Peralta                       | 1803-1814              |
| VI                     | Antonio María de Esquivel y Navarrete               | 1814-1860              |
| VII                    | Julián Esquivel y Ruiz de Pazuengos                 | 1861-1881              |
| VIII                   | José Esquivel y Ruiz de Pazuengos                   | 1881-1895              |
| IX                     | Antonio Fernández de Navarrete y Hurtado de Mendoza | 1895-1936              |
| X                      | Francisco de Paula Fernández de Navarrete y Rada    | 1936-1960              |
| XI                     | Francisco Fernández de Navarrete y López Montenegro | 1962-2021              |
| XII                    | Martín Fernández de Navarrete y Garaizabal          | 2021-pres.             |

## Historia de los Marqueses de Legarda

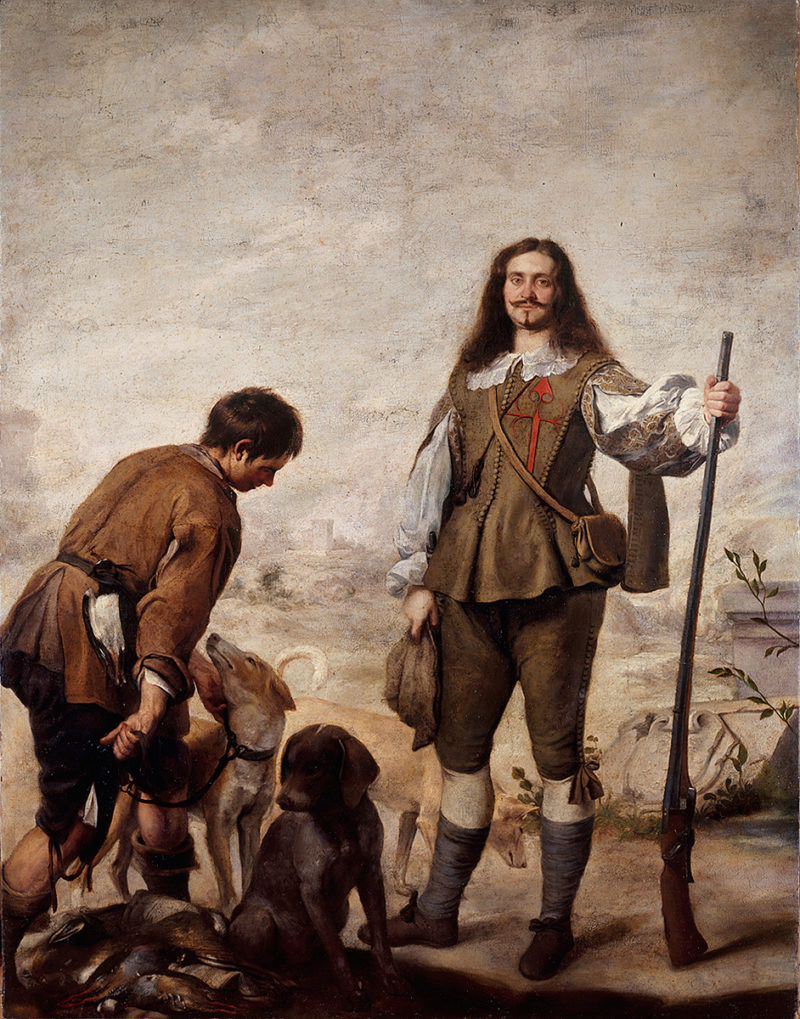
Retrato de don Antonio Hurtado de Salcedo, i marqués de Legarda, ataviado de cazador, por Bartolomé Esteban Murillo.

I. Antonio Hurtado de Salcedo y Mendoza (o Sierralta) (Valmaseda, 19 de mayo de 1625-1680), i marqués de Legarda, señor de Salcedo, La Jara y Mendoza, de la villa de Legarda y de la casa de Urrutia. Fue secretario de Cámara de Felipe IV y caballero de la Orden de Calatrava.
Casó con María Francisca de Coterillo y Ortega (o Arga), con quien tuvo cuatro hijos. Le sucedió su primogénita:
II. Bernarda Hurtado de Salcedo y Coterillo (1660-1689), ii marquesa de Legarda.
Casó en 1680 con Luis de Peralta y Cárdenas, ii vizconde de Villahermosa de Ambite, caballero de la Orden de Alcántara y miembro del Consejo de Hacienda. Le sucedió su hijo:
III. Juan José Peralta y Hurtado de Salcedo (1687-1754), iii marqués de Legarda, iv vizconde de Villahermosa de Ambite.
Casó el 10 de diciembre de 1718 con Teresa Vivanco Olaso (1701-1773). Le sucedió su hija:
IV. Antonia Javiera de Peralta Cárdenas y Vivanco (1719-1803), iv marquesa de Legarda, v vizcondesa de Villahermosa de Ambite.
Casó en 1736 con José Manuel Esquivel Ribas y Verástegui.
V. Ignacio de Esquivel y Peralta (1745-1814), v marqués de Legarda, vi vizconde de Villahermosa de Ambite.
Casó en 1775 con Manuela Isidra de Navarrete Lisón Ladrón de Guevara y Ponferrada. Le sucedió su nieto:
VI. Antonio María de Esquivel y Navarrete (1801-1860), vi marqués de Legarda, vii vizconde de Villahermosa de Ambite.
Casó en 1821 con María Anselma Ruiz de Pazuengos. Le sucedió su hijo:
VII. Julián Esquivel y Ruiz de Pazuengos (1822-1881), vii marqués de Legarda, viii vizconde de Villahermosa de Ambite.
Casó con Luisa Martínez de Pinillos y Martínez de Maturana. Sin descendencia, le sucedió su hermano:
VIII. José Esquivel y Ruiz de Pazuengos (1835-1895), viii marqués de Legarda.
Ingresado desde 1856 en el sanatorio mental de Santa Isabel (Leganés), murió sin descendencia y le sucedió su sobrino-nieto:
IX. Antonio Fernández de Navarrete y Hurtado de Mendoza (1859-1936), ix marqués de Legarda.
Casó con Micaela de Rada y Mancebo (1862-1902). Le sucedió su hijo:
X. Francisco de Paula Fernández de Navarrete y Rada (Zaragoza, 26 de mayo de 1889-Madrid el 12 de diciembre de 1960), x marqués de Legarda, iii marqués de Ximénez de Tejada. La sucesión, concedida provisionalmente por la Diputación Permanente y Consejo de la Grandeza de España y Títulos del Reino tras la muerte de su padre, fue convalidada por la dictadura en 1951.
Casó el 10 de diciembre de 1929 casó con Casilda López de Montenegro y Hurtado de Mendoza.
XI. Francisco Fernández de Navarrete y López Montenegro (?-Madrid, 4 de marzo de 2021), xi marqués de Legarda, patrono de la Divisa, Solar y Casa Real de la Piscina y caballero de la Real Maestranza de Caballería de Zaragoza.
Casó con Isabel Garaizábal y Verástegui. Le sucedió su hijo:
XII. Martín Fernández de Navarrete y Garaizabal, xii marqués de Legarda.
Casó con Carmen Fernández-Torres.

## Biografía
- Peña Barroso, Efrén de la; Guelfi Campos, José Francisco (2014). «El fondo del marquesado de Legarda en el Archivo Histórico de la Nobleza (Toledo)». Documenta & Instrumenta (12): 9-30. ISSN 1697-3798. Consultado el 5 de agosto de 2025.